# Comté de Kidder
Pour les articles homonymes, voir Kidder.
Le comté de Kidder est un des 53 comtés du Dakota du Nord, aux États-Unis. 
Siège : Steele.

## Townships
- Clear Lake Township

## Démographie
| 1880 | 1890  | 1900  | 1910  | 1920  | 1930  |
| ---- | ----- | ----- | ----- | ----- | ----- |
| 89   | 1 211 | 1 754 | 5 962 | 7 798 | 8 031 |

| 1940  | 1950  | 1960  | 1970  | 1980  | 1990  |
| ----- | ----- | ----- | ----- | ----- | ----- |
| 6 692 | 6 168 | 5 386 | 4 362 | 3 833 | 3 332 |

| 2000  | 2010  | - | - | - | - |
| ----- | ----- | - | - | - | - |
| 2 753 | 2 435 | - | - | - | - |